# Villa Trissino (Cricoli)
Villa Trissino in località Cricoli a Vicenza è una villa veneta appartenuta all'umanista Giangiorgio Trissino e tradizionalmente legata alla figura dall'architetto Andrea Palladio. Con decreto ministeriale del 18/7/1960 venne sottoposta a vincolo storico artistico architettonico e dal 1994 è nella lista dei patrimoni dell'umanità dell'UNESCO, assieme a Vicenza città di Palladio e alle altre ville palladiane del Veneto.

## Storia
Questa villa non è sicuramente opera di Palladio, ma è uno dei luoghi del suo mito, anzi ne è l'origine. La tradizione vuole infatti che proprio qui, nella seconda metà degli anni 1530, il nobile vicentino Giangiorgio Trissino dal Vello d'Oro (1478-1550) abbia incontrato il giovane scalpellino Andrea di Pietro impegnato nel cantiere della villa. Intuendone in qualche modo le potenzialità e il talento, Trissino ne cura la formazione portandolo con sé in alcuni suoi viaggi a Roma per lo studio e l'osservazione delle architetture classiche, lo introduce presso l'aristocrazia vicentina e, nel giro di pochi anni, lo trasforma in un architetto cui impone l'aulico nome di Palladio.
Giangiorgio Trissino dal Vello d'Oro era un letterato, autore di opere teatrali e di grammatica, e a Roma era stato accolto nel ristretto circolo culturale di papa Leone X Medici, dove aveva conosciuto Raffaello. Abile dilettante di architettura (si sono conservati i suoi disegni del proprio palazzo in città e un abbozzo di trattato sull'architettura), è probabilmente responsabile in prima persona della ristrutturazione della villa di famiglia a Cricoli, appena fuori Vicenza, ereditata dal padre Gaspare.
Trissino non demolisce l'edificio preesistente, di forme gotiche, ma ne ridisegna in primo luogo il fronte principale verso sud, che diviene una sorta di manifesto di adesione alla nuova cultura costruttiva fondata sulla riscoperta dell'architettura romana antica. Fra due torri preesistenti inserisce una loggia con tripla arcata al piano terra, che si ispira probabilmente alla facciata di villa Madama a Roma di Raffaello, così come pubblicata da Sebastiano Serlio nel Terzo libro dell'architettura (edito a Venezia nel 1540).
Nella riorganizzazione degli spazi interni la sequenza delle stanze laterali, di dimensioni diverse ma legate da un sistema di proporzioni interrelate (1:1; 2:3; 1:2), individua uno schema che diventerà un tema chiave nel sistema progettuale palladiano. Il cantiere è certamente concluso nel 1538.
A fine Settecento l'architetto vicentino Ottone Calderari interviene pesantemente sull'edificio su commissione del conte Teodoro Trissino dal Vello d'Oro e nei primi anni del Novecento una seconda campagna di lavori cancella le ultime tracce della fabbrica gotica.
Con decreto ministeriale del 18/7/1960, la villa è stata sottoposta a vincolo storico artistico architettonico. Nel 1994 è parte del Patrimonio dell'umanità dell'UNESCO "città di Vicenza e le ville palladiane del Veneto".

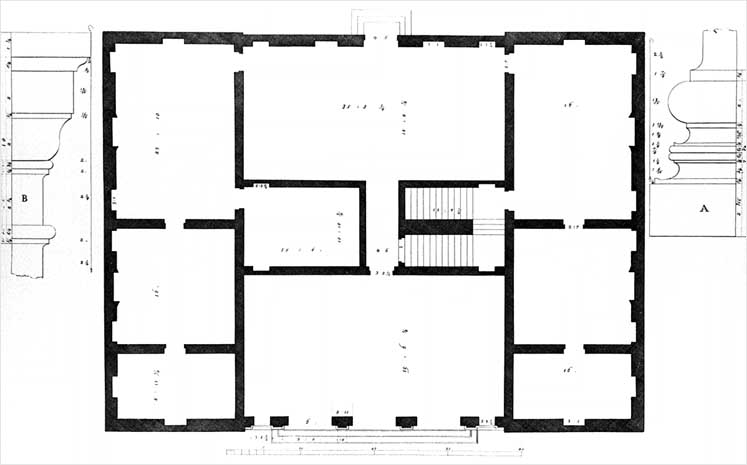
Pianta (Ottavio Bertotti Scamozzi, 1778)